# Silvan Dillier
Silvan Roger Dillier (* 3. August 1990 in Baden) ist ein Schweizer Strassen- und Bahn-Radrennfahrer.

## Sportliche Laufbahn
2006 wurde Silvan Dillier erstmals Schweizer Meister, im Strassenrennen der Jugend. Seitdem errang der vielseitige Sportler mehrfach nationale Titel als Junior, auf der Bahn wie auf der Strasse. So wurde er 2008 Schweizer Meister im Einzelzeitfahren der Junioren sowie im Omnium, und gemeinsam mit Claudio Imhof gewann er beim Zürcher Sechstagerennen den UIV-Cup, den Nachwuchswettbewerb für Sechstagefahrer.
2011 errang Dillier drei nationale Titel: Er wurde Schweizer Meister der Elite im Omnium sowie im Zweier-Mannschaftsfahren, gemeinsam mit Imhof, sowie im U23-Einzelzeitfahren. Bei den UCI-Bahn-Weltmeisterschaften 2011 in Apeldoorn wurde er Achter im Punktefahren und belegte mit dem Schweizer Bahn-Vierer Platz 13. Bei den UEC-Bahn-Europameisterschaften der U23 errang er mit Cyrille Thièry den Titel im Zweier-Mannschaftsfahren. Bei den UEC-Bahn-Europameisterschaften 2011, ebenfalls in Apeldoorn, errang er die Silbermedaille im Punktefahren sowie im Zweier-Mannschaftsfahren, gemeinsam mit Claudio Imhof. 2012 wurde er bei den Bahn-Europameisterschaften im portugiesischen Anadia U23-Europameister in der Einerverfolgung. 2014 sowie 2015 wurde er mit der Mannschaft von BMC Racing Weltmeister im Mannschaftszeitfahren. Im Jahr 2015 gewann Dillier Gold bei der Schweizer Einzelzeitfahr-Meisterschaft.
2016 wurde Dillier für die Teilnahme an den Olympischen Spielen in Rio de Janeiro nominiert, wo er mit Olivier Beer, Cyrille Thièry und Théry Schir Rang sieben in der Mannschaftsverfolgung belegte. Im Jahr darauf gewann er die sechste Etappe des Giro d’Italia und wurde Schweizer Meister im Strassenrennen.
Im Jahr darauf brach sich Silvan Dillier Anfang März bei den Strade Bianche einen Finger und musste mehrere Wochen pausieren. Am 8. April wurde er Zweiter beim Strassen-Klassiker Paris–Roubaix, hinter Weltmeister Peter Sagan. Dillier war mit acht weiteren Fahrern nach ca. 40 Kilometern ausgerissen und wurde als letzter Ausreisser 50 Kilometer vor dem Ziel von Sagan eingeholt, der ihn im Endspurt auf der Radrennbahn von Roubaix schlug. Die Neue Zürcher Zeitung bezeichnete diese Platzierung von Dillier als «eine der grössten Überraschungen der bisherigen Radsport-Saison».
Seinen bisher grössten Sieg auf der UCI WorldTour erzielte Dillier im Jahr 2017, als er die 6. Etappe des Giro d’Italia gewann.

## Erfolge

### Bahn
2008
- Schweizer Junioren-Meister – Omnium (Junioren)
- UIV Cup – Zürich (mit Claudio Imhof)

2009
- Quatre Jours de Nouméa (mit Claudio Imhof)

2011
- U23-Europameister – Madison mit Cyrille Thièry
- Schweizer Meister – Madison (mit Claudio Imhof)
- Schweizer Meister – Omnium
- Europameisterschaften – Punktefahren

2012
- Schweizer Meister – Omnium
- Europameister – Einerverfolgung (U23)
- U23-Europameisterschaft – Mannschaftsverfolgung (mit Jan Keller, Théry Schir und Cyrille Thièry)
- U23-Europameister – Einerverfolgung, Zweier-Mannschaftsfahren (mit Jan Keller)

2013
- Sixday-Nights Zürich – mit Iljo Keisse

### Strasse
2006
- Schweizer Meister – Einzelzeitfahren (Jugend)

2007
- eine Etappe Course de la Paix Juniors
- zwei Etappen Tour du Pays de Vaud
- eine Etappe Tour of Istria

2008
- Schweizer Meister – Einzelzeitfahren (Junioren)

2009
- Schweizer Meister – Strassenrennen (U23)

2010
- Schweizer Meister – Einzelzeitfahren (U23)

2011
- Schweizer Meister – Einzelzeitfahren (U23)

2012
- Schweizer Meister – Einzelzeitfahren (U23)
- eine Etappe Tour de l’Avenir

2013
- Gesamtwertung Tour de Normandie
- Flèche Ardennaise
- eine Etappe Tour of Alberta

2014
- Weltmeister – Mannschaftszeitfahren

2015
- Schweizer-Meister – Einzelzeitfahren
- eine Etappe Arctic Race of Norway
- Weltmeister – Mannschaftszeitfahren

2017
- eine Etappe Giro d’Italia
- Gesamtwertung, Punktewertung und Bergwertung Route du Sud
- Schweizer Meister – Strassenrennen
- Weltmeisterschaft – Mannschaftszeitfahren

2018
- Route Adélie
- Bergwertung Tour of Guangxi

2021
- Schweizer Meister – Strassenrennen

## Grand-Tour-Platzierungen
| Grand Tour            | 2015 | 2016 | 2017 | 2018 | 2019 | 2020 | 2021 | 2022 | 2023 | 2024 | 2025 |
| --------------------- | ---- | ---- | ---- | ---- | ---- | ---- | ---- | ---- | ---- | ---- | ---- |
| Giro d’ItaliaGiro     | 52   | DNF  | 67   | –    | –    | –    | –    | –    | –    | –    | –    |
| Tour de FranceTour    | –    | –    | –    | 83   | –    | –    | 59   | 59   | 129  | 126  | 131  |
| Vuelta a EspañaVuelta | –    | 79   | –    | –    | 72   | –    | –    | –    | –    | –    |      |